# گاهی به آسمان نگاه کن
گاهی به آسمان نگاه کن فیلمی به کارگردانی کمال تبریزی، نویسندگی فرهاد توحیدی و تهیه‌کنندگی محمدرضا تخت‌کشیان است. این فیلم در بیست و یکمین جشنواره فیلم فجر (۱۳۸۱)، دارای شش نامزد در چهار بخش برای دریافت سیمرغ بلورین بود، که در نهایت موفق به کسب هیچ سیمرغ بلورینی نشد. فیلم در کنار این ناکامی در این دوره از جشنواره به عنوان دومین فیلم برگزیده تماشاگران انتخاب شد. بر اساس آرا تماشاگران، فیلم فرش باد ساخته دیگر کمال تبریزی به عنوان فیلم برگزیده جشنواره بیست و یکم انتخاب شد.
فیلمنامه گاهی به آسمان نگاه کن برداشتی آزاد از رمان مرشد و مارگریتا اثر میخائیل بولگاکف نویسنده روس است که توسط فرهاد توحیدی نوشته شده است. فیلم ساختار غیرمتعارفی دارد که ناشی از این فیلم‌نامه اقتباسی است.

## داستان
داستان این فیلم حول و حوش اتفاقات مربوط به یک آسایشگاه جانبازان جنگ می‌پردازد و ارواحی که هر کدام به دلیلی در این دنیا سرگردان و منتظر هستند. شخصیت‌های اصلی فیلم را چند روح تشکیل می‌دهند. از جملهٔ این ارواح، روحی باستانی، غمگین و خوش‌تیپ (رضا کیانیان) است که گویی به عنوان نماینده ملک‌الموت در لحظات آخر زندگی ظاهر می‌شود. همچنین دستیار او که یک بسیجی مفقودالاثر (اصغر نقی‌زاده) است وظیفه همراهی ارواح تازه درگذشته در دنیا و تحویل آن‌ها به مأمور جهنم در آن دنیا را برعهده دارد. فیلم آمیزه‌ای از واقعیت و خیال است.

## افتخارات

### بیست و یکمین دوره جشنواره فیلم فجر
| قسمت                      | نامزد          | نتیجه    |
| ------------------------- | -------------- | -------- |
| بهترین کارگردانی          | کمال تبریزی    | نامزدشده |
| بهترین بازیگر نقش اول مرد | رضا کیانیان    | نامزدشده |
| بهترین بازیگر نقش اول مرد | احمد آقالو     | نامزدشده |
| بهترین بازیگر نقش اول مرد | هوشنگ حریرچیان | نامزدشده |
| بهترین فیلمنامه           | فرهاد توحیدی   | نامزدشده |
| بهترین چهره پردازی        | علی عابدینی    | نامزدشده |

### هفتمین دوره جشن حافظ
| قسمت                      | نامزد      | نتیجه    |
| ------------------------- | ---------- | -------- |
| بهترین بازیگر مرد سینمایی | احمد آقالو | نامزدشده |
| بهترین فیلمبرداری         | فرهاد صبا  | نامزدشده |